# Josef Ignaz Rüsch

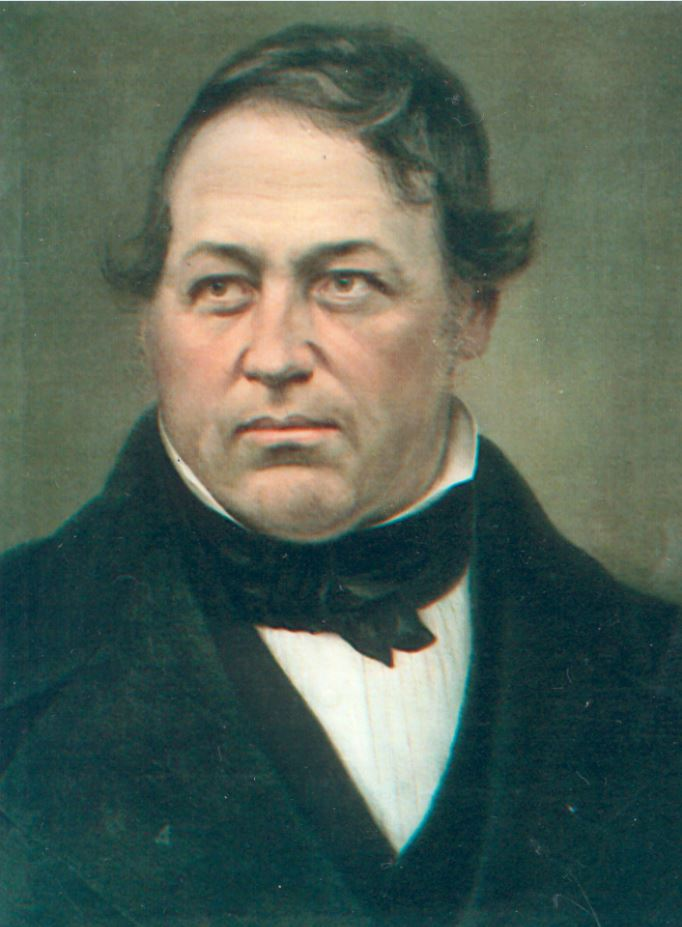
Josef Ignaz Rüsch (Ölgemälde von Gebhard Schneider, 1855 nach einer Daguerreotypie)

Josef Ignaz Rüsch (* 7. Juni 1794 in Münchwilen/Thurgau; † 27. November 1855 in Dornbirn/Vorarlberg), in biographischen Hinweisen öfters verwechselt mit seinem Enkel Ignaz Rüsch (1861–1925), war ein schweizerisch-österreichischer Mühlenbauer, Fabrikant und als Unternehmer Begründer der späteren Rüsch-Werke in Dornbirn.

## Leben und Wirken
Josef Ignaz Rüsch wurde 1794 im schweizerischen Münchwilen (Kanton Thurgau) als Sohn des Zimmermanns, Mühlenbauers und späteren Munizipalpräsidenten (Bürgermeisters) von Münchwilen Josef Pankraz Rüösch (1759–1837) und der Anna Maria Stoffel (1761–1832) geboren. Wie sein Vater erlernte Josef Ignaz den Handwerksberuf des Mühlenbauers und dann außerdem des Schmieds. Nach Aufträgen zum Bau von Mühlen und Wasserwerken in der Schweiz kam er 1823 nach Dornbirn und entwarf und baute dort für Franz Karl Ulmer (1773–1843) eine Mahlmühle, worauf sich weitere Aufträge in Vorarlberg und Dornbirn anschlossen.
1824 lernte Josef Ignaz Rüsch die Tochter des Dornbirner Ammans (Bürgermeisters) Katharina Herburger (1798–1863) kennen, die er in seiner schweizerischen Heimat heiraten wollte. Jedoch bewegte der künftige Schwiegervater Martin Herburger (1747–1826) Rüsch zum Bleiben in Dornbirn, wo ihm versprochenerweise künftig „alle Hilfsmittel jeder Art bereit stünden“. Die Hochzeit fand am 25. Juli 1825 statt; das Paar hatte ab 1826 bis 1835 vier Töchter und drei Söhne. Als seine Mutter 1832 starb, holte Josef Ignaz Rüsch seinen Vater nach Dornbirn, wo dieser 1837 verstarb.
1827 kaufte Josef Ignaz Rüsch zusammen mit seinem Schwager Josef Herburger (1787–1840) unter dem Firmennamen Herburger & Rüsch zum Eisenhammer eine Hammerschmiede mit Wasserantrieb im Dornbirner Ortsteil Schmelzhütte (Mittebrunnen), wo er dann zusätzlich eine Mühlenwerkstatt betrieb. Im nebenan neu erbauten eigenen Wohnhaus richtete er eine mechanische Werkstätte ein.
Ende 1829 wurde Josef Ignaz Rüsch in die Dornbirner Zunft der Schmiede und Wagner aufgenommen, was Voraussetzung war, um das Gewerbe der Hammer- und Waffenschmiede „auf eigene Rechnung auszuüben“. 1835 nahm Rüsch die österreichische Staatsbürgerschaft an und ab dem gleichen Jahr firmierte er unter Josef Ignaz Rüsch zum Eisenhammer. Es folgte 1836 der Ausbau des Werks im Ortsteil Schmelzhütten (Mittebrunnen) mit einer Eisengießerei, Sägerei und Schreinerei. 1838 konnte sich Rüsch endgültig von Herburger loskaufen und war fortan selbständiger Fabrikant.

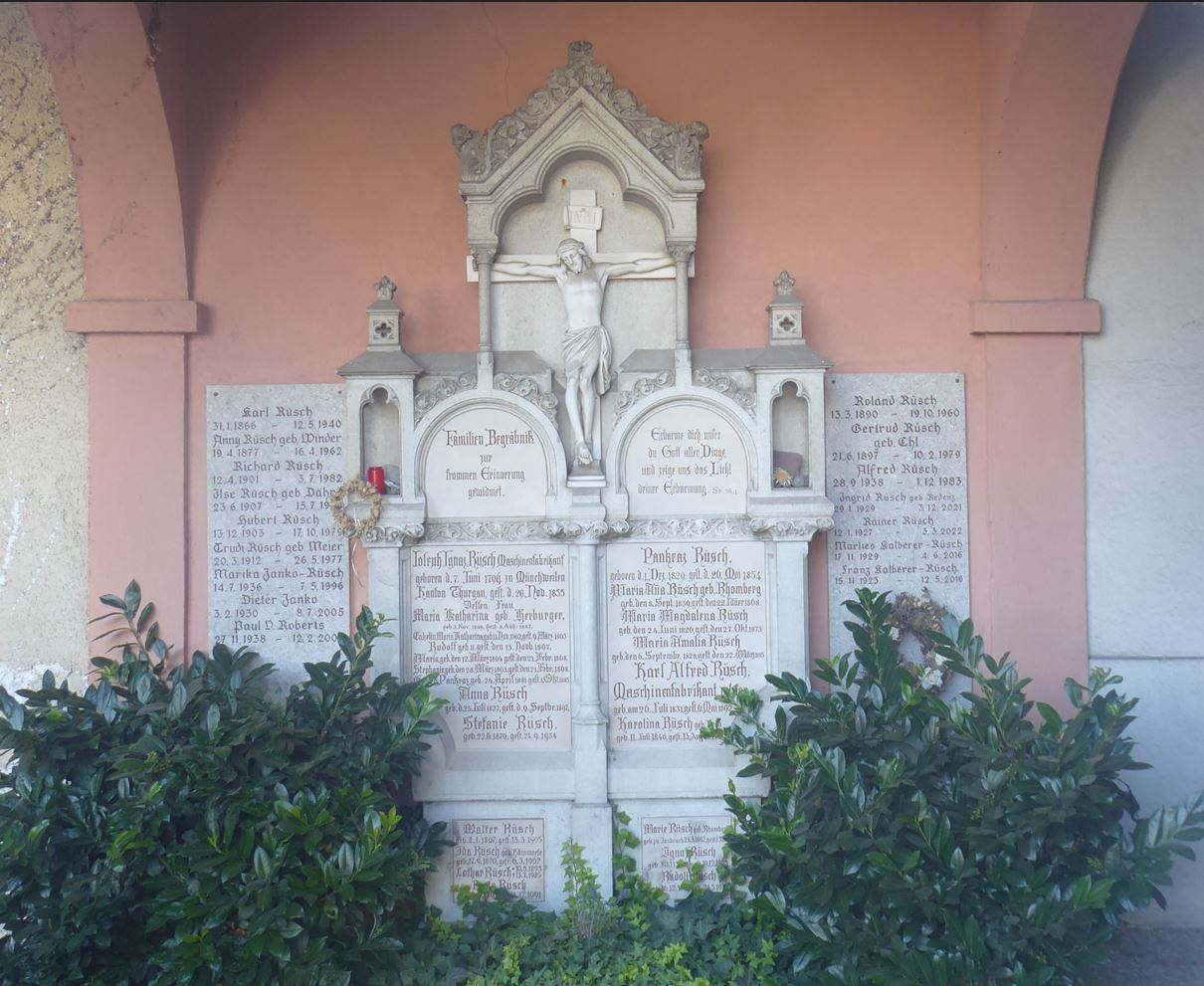
Rüsch-„Familien Begräbniß“ auf dem Friedhof Markt in Dornbirn, Arkade 19. Die Inschrift zu „Joseph Ignaz Rüsch“ befindet sich auf der linken Mitteltafel oben (Foto 2022).

Josef Ignaz Rüschs Unternehmen plante und baute Sägen, Mühlen, Wasserantriebe für Textilfirmen und hydraulische Pressen. Seine Fabrik goss Werkzeuge, Kessel für Chemiefabriken, Säulen, Räder, Bauteile für Kräne und handelte mit Ofenrohren, Sägeblättern, Feuerspritzen, Badewannen sowie Rohren für Vorarlberg, die Schweiz und Deutschland. Das Hauptbetätigungsfeld war weiter der Mühlenbau, wobei sich die Firma durch ein eigenes System von Walzmühlen für Getreide hervortat. Eine ausführliche Beschreibung des Werks erschien 1846 im Journal des Oesterreichischen Lloyd.
Josef Ignaz Rüsch starb 1855 im Alter von 61 Jahren an Magenkrebs. Er liegt begraben auf dem Friedhof Markt in Dornbirn in dem von seiner Familie ursprünglich für seinen früh verstorbenen ältesten Sohn Pankraz Rüsch (1829–1854) um 1854/55 im neugotischen Stil errichteten Erbbegräbnis („Familien Begräbniß“). Die religiöse Frömmigkeit der trauernden Familie drückte sich außer in den altarartig gestalteten Wandtafeln auch aus in dem wohl gleichzeitig entstandenen Deckenbild darüber mit Personifikationen der acht Seligpreisungen.
Schließlich hatte der aus der Schweiz eingewanderte Josef Ignaz Rüsch zur bürgerlichen Oberschicht von Dornbirn gehört, was sich auch äußerlich in Statussymbolen ausdrückte. Dazu gehörten repräsentative Ölgemälde-Porträts des Ehepaars Rüsch sowie der Kauf der Grabarkade 19 auf dem 1842 neu angelegten Friedhof Markt, in der das Erbbegräbnis errichtet wurde. In dessen Inschriften dokumentierte die Witwe Katharina Rüsch auch Jahrzehnte nach der Einwanderung ihres Mannes mit der herausgehobene Nennung des Geburtsorts „zu Münchweilen Kanton Thurgau“ noch die treue Verbundenheit von Josef Ignaz Rüsch und der ganzen Familie mit dessen ursprünglich Schweizer Heimat.

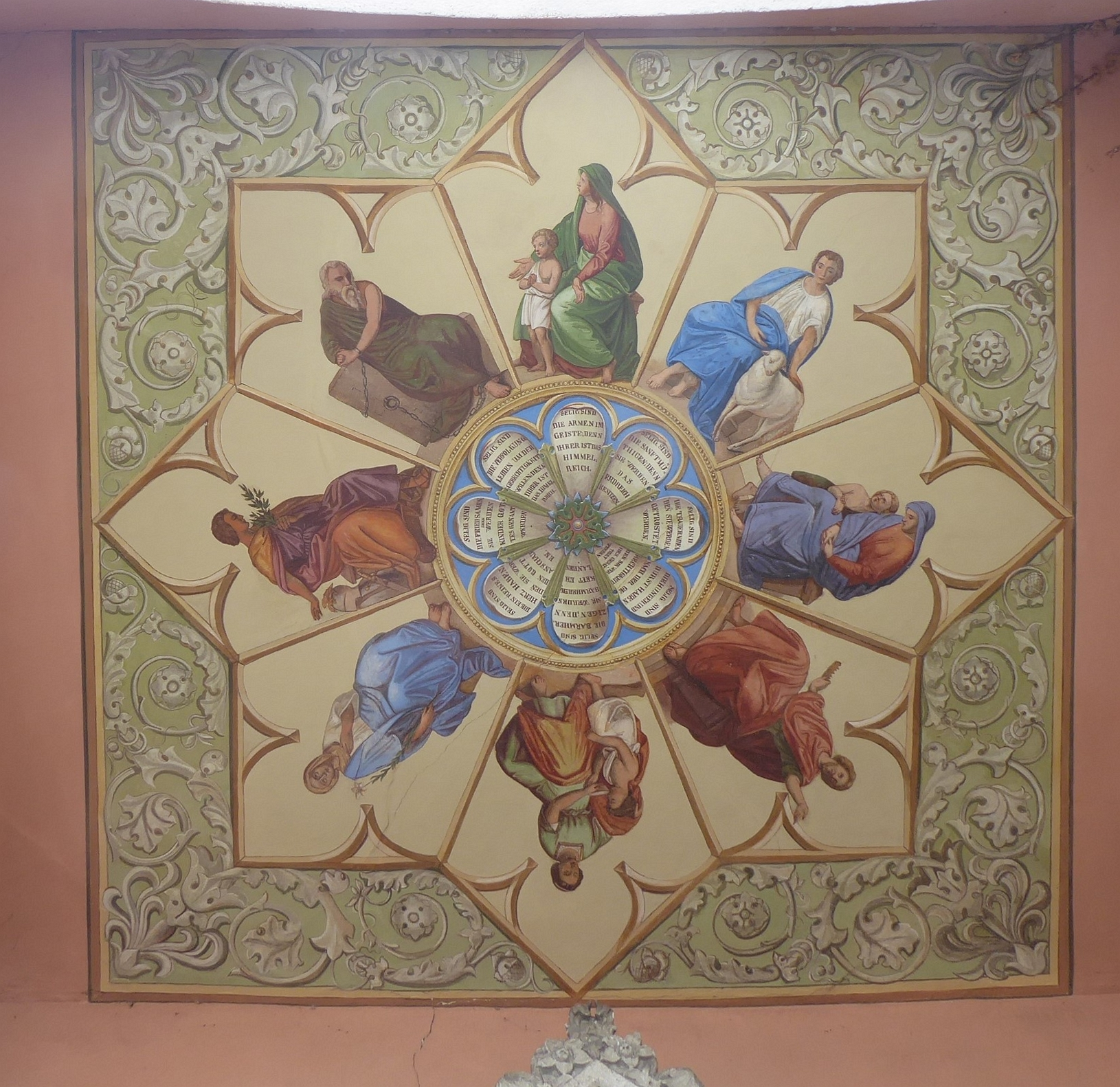
Personifizierungen der acht Seligpreisungen. Deckenbild im Nazarener-Stil über dem Rüsch-Familiengrab auf dem Friedhof Markt (Arkade 19) in Dornbirn. Foto 2022.

Die Leitung der Firma Josef Ignaz Rüsch zum Eisenhammer übernahm Alfred Rüsch (1831–1892), das fünfte Kind von Josef Ignaz und Katharina Rüsch. Das Werk existierte und produzierte schließlich in Dornbirn mit mehreren Erweiterungen (und einer Verlegung 1857 an die heutige Jahngasse) als „bedeutendster Metallbetrieb Vorarlbergs im Industriezeitalter“ und unter verschiedenen Bezeichnungen (zuletzt als Rüsch-Werke) bis zum Jahr 1984. Nach einem Umbau des Firmengeländes befinden sich in den großzügigen Werksgebäuden des 19. Jahrhunderts seit 2003 das Naturkundemuseum inatura und die Kunsthalle kunstraum.